# Czoło (Białoruś)
Wieś Czoło – nieistniejąca już wieś w Puszczy Białowieskiej, położona około dwóch kilometrów na południowy wschód od Starego Masiewa, na terenie Białorusi. Dziś w miejscu osady mieści się strażnica białoruskiej straży granicznej
Na terytorium Polski jedyną pozostałością po wsi założonej na początku XIX wieku przez kilkanaście niemieckich rodzin jest cmentarz ewangelicki w Puszczy Białowieskiej, około kilometra na południe od Starego Masiewa, w oddziale leśnym nr 111.
Na niewielkim cmentarzu zachowało się kilka charakterystycznych dla osadników niemieckich żeliwnych krzyży. W najlepszym stanie jest grób, w którym pochowano sołtysa Czoła o nazwisku Jan Mackiewicz, zabitego przez oddział kozaków pod koniec I wojny światowej. W podobnym czasie osadnicy niemieccy opuścili ostatecznie kolonię Czoło.
W okresie międzywojennym była ona siedzibą lokalnego nadleśnictwa. Ostatecznie wieś wysiedlili hitlerowcy w 1941 roku przenosząc jej zabudowania do Tuszemli.

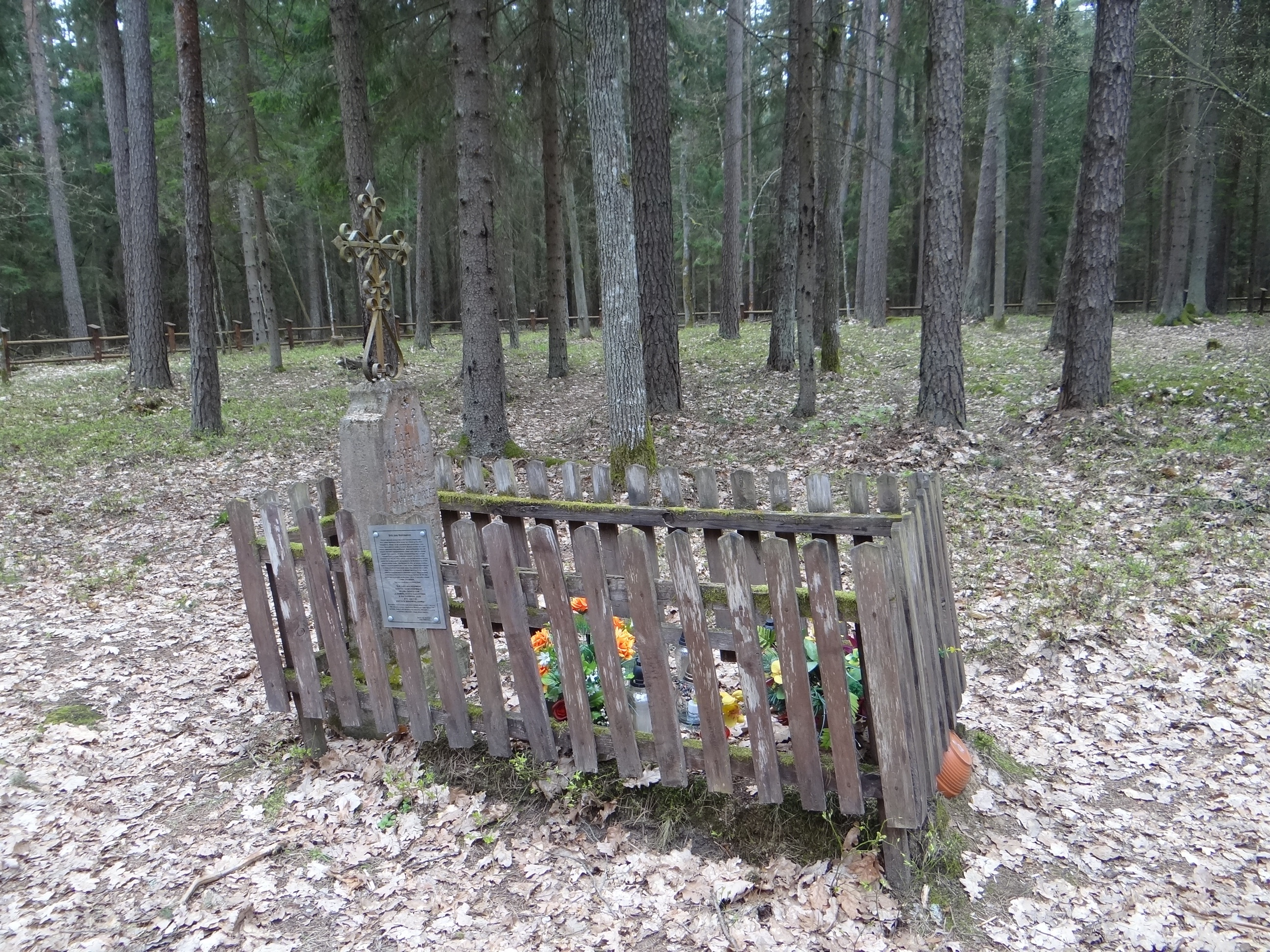
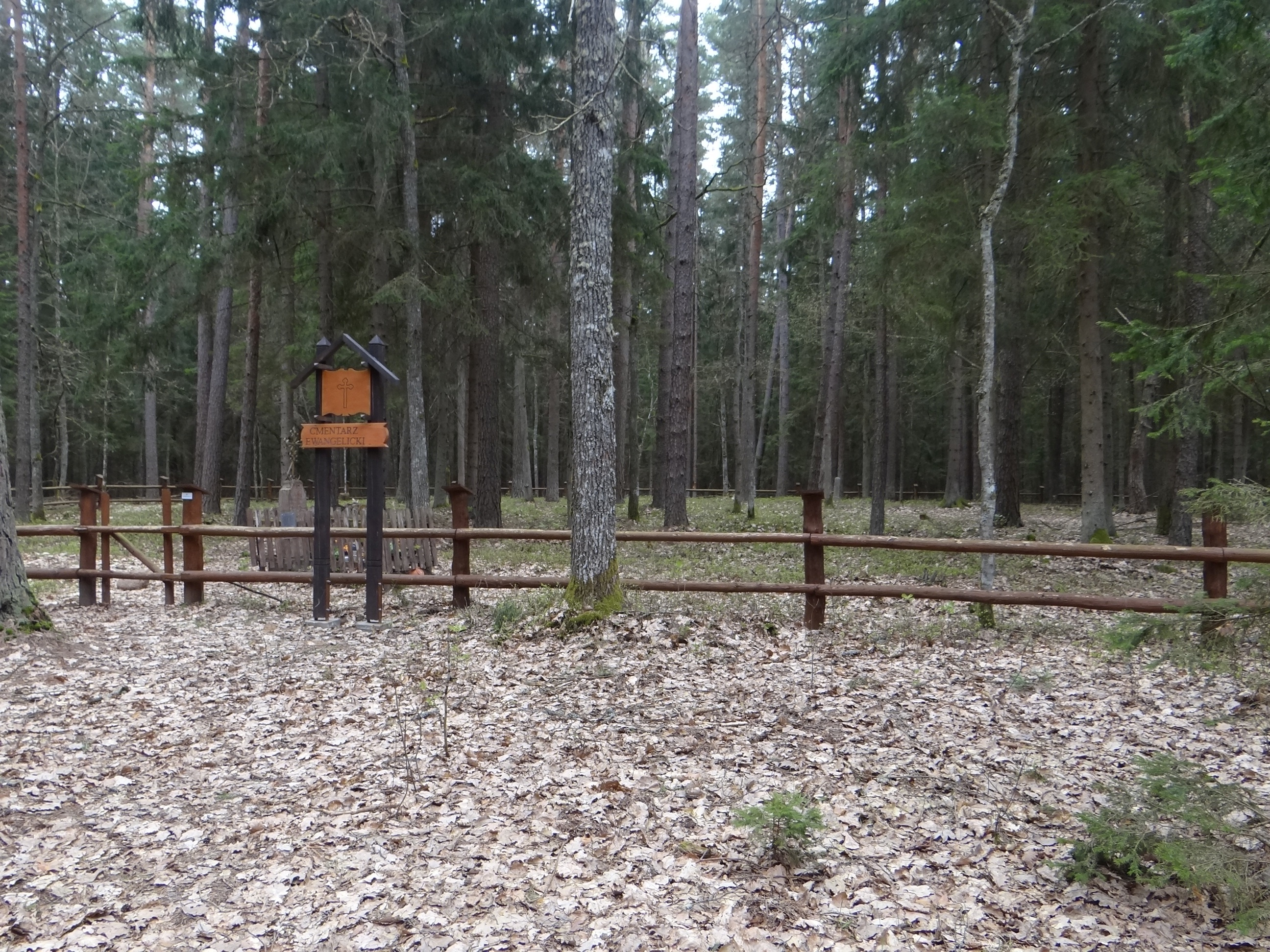
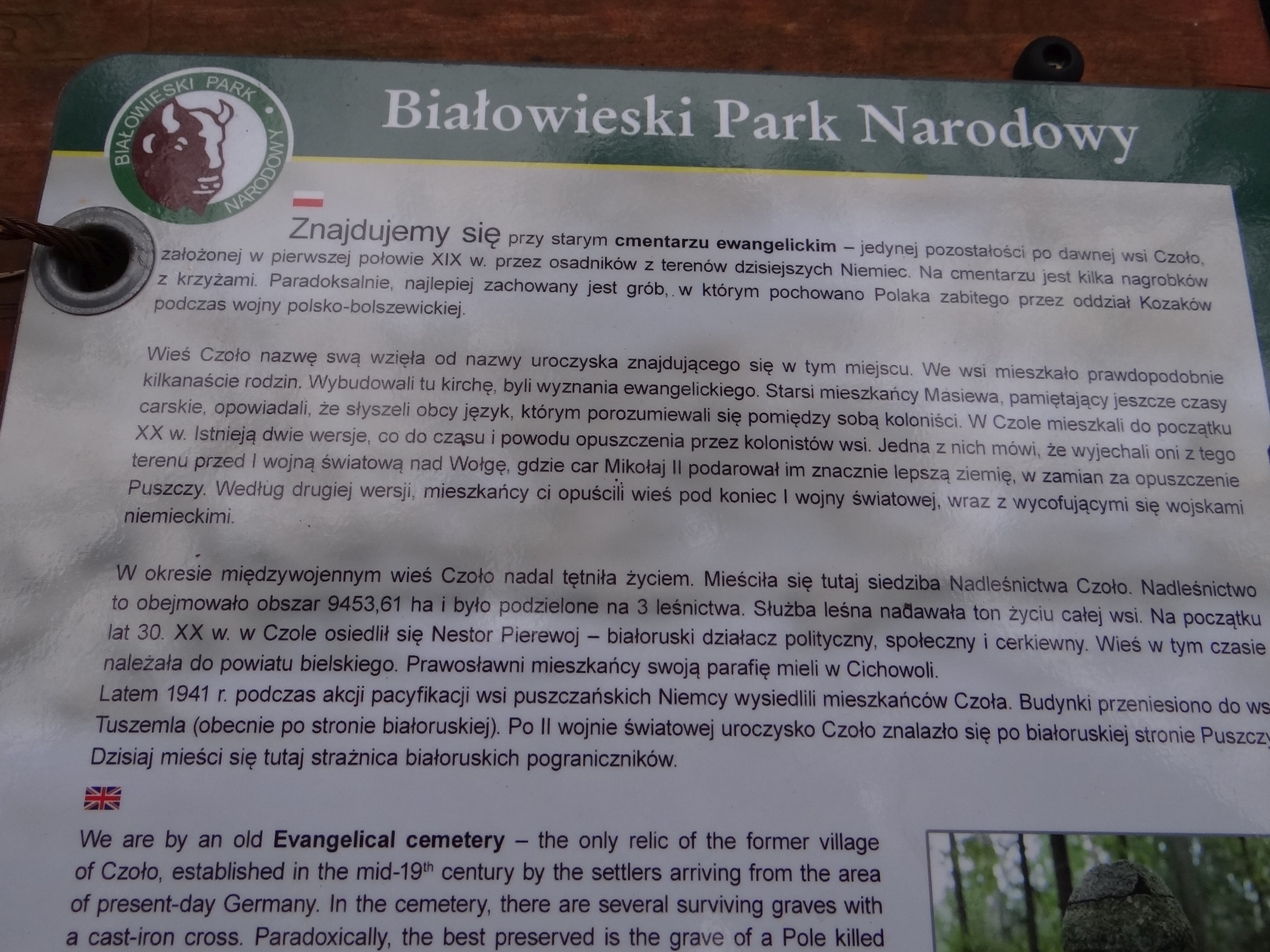
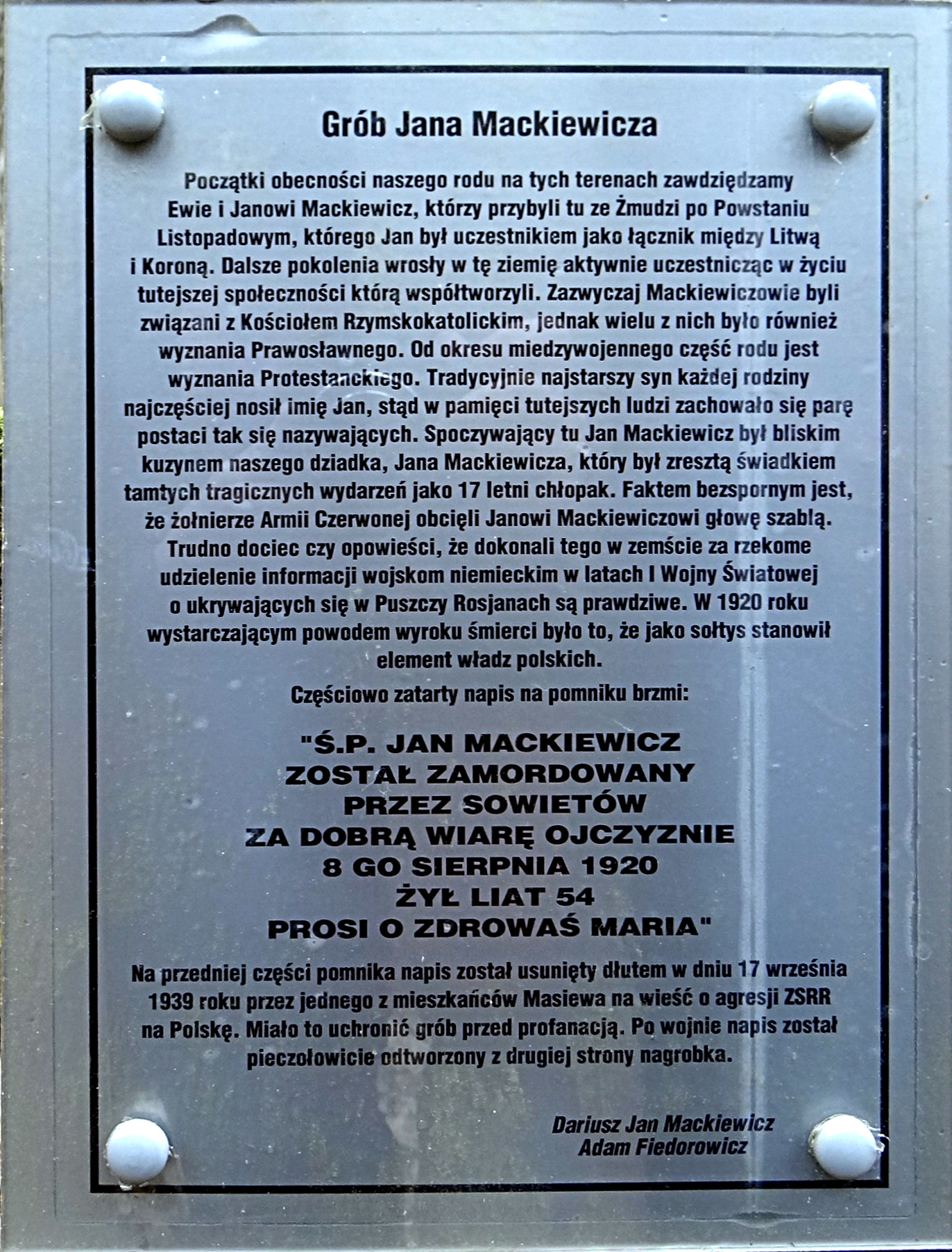